# 相愛大学
相愛大学（そうあいだいがく、英語: Soai University）は、大阪府大阪市住之江区南港中4-4-1に本部を置く日本の私立大学。1950年創立、1982年大学設置。大学の略称は相愛大。
附属校に相愛中学校・高等学校がある。京都女子大学とは姉妹校で龍谷総合学園加盟校。学内にクラシック音楽などを演奏するコンサートホール兼講堂「南港ホール」がある。

## 沿革
- 1888年
  - 現・相愛中学校・高等学校所在地に相愛女学校創立
  - 初代校長大谷朴子（西本願寺第21代宗主明如の妹）
- 1906年 - 相愛高等女学校と改称、相愛女子音楽学校を増設
- 1911年 - 西本願寺直轄校になる
- 1928年 - 財団法人相愛女学園を設立、相愛女子専門学校を設置
- 1937年 - 音楽科を新設
- 1947年 - 相愛中学校を設置
- 1948年 - 相愛高等学校を設置
- 1950年 - 相愛女子短期大学を設置
- 1951年 - 学校法人相愛学園に改組
- 1953年 - 短期大学に家政科・音楽科を増設
- 1955年 - 子供の音楽教室を開設
- 1958年
  - 相愛女子大学に音楽学部を設置
  - 学園歌（大木惇夫作詞、山田耕筰作曲）完成
- 1982年 - 相愛女子大学を相愛大学に改称、音楽学部を共学化
- 1983年 - 大学・短期大学を南港に移転
- 1984年 - 大学に人文学部を設置
- 1987年 - 短期大学に英米語学科を設置
- 1994年
  - 学生厚生施設棟・教育研究棟完成
  - セミナーハウス大飯学舎（福井県おおい町）完成
- 1995年
  - 短期大学の家政学科食物専攻を生活学科食物専攻に改称
  - 短期大学の家政学科被服専攻を生活学科衣生活専攻に改称
- 1999年
  - 大学に音楽専攻科を設置
  - 短期大学の衣生活専攻を人間生活専攻に改称
  - 短期大学の生活学科食物専攻を食物栄養専攻に改称
- 2000年
  - 人文学部を共学化、人間心理学科・現代社会学科を増設
  - 音楽学部は音楽学科で統一、短期大学に人間関係学科を増設
- 2006年 - 短期大学を廃止、人間発達学部を設置
- 2008年 - 人文学部の現代社会学科を社会デザイン学科に改称
- 2011年
  - 音楽学部に音楽マネジメント学科を増設
  - 人文学部に仏教文化学科・文化交流学科を設置
- 2013年 - 人文学部の学科を人文学科（6専攻制）に統合改組
- 2018年 - 大学院に音楽研究科修士課程を開設

## 学部
- 音楽学部
  - 音楽学科
    - 演奏コース
      - 声楽専攻
      - ピアノ専攻
        - ピアノ演奏課程
        - ピアノ・アドヴァンス課程
        - ピアノ指導者課程

      - 創作演奏専攻
      - オルガン専攻
      - 管楽器専攻
      - 弦楽器専攻
      - 打楽器専攻
      - 古楽器専攻

    - 音楽文化創造コース
      - 作曲専攻
      - 音楽学専攻
      - 音楽療法専攻
      - アートプロデュース専攻（音楽マネジメント学科を改組）

    - 特別演奏コース
- 人文学部
  - 人文学科
    - 日本文学専攻
    - 歴史・サブカルチャー専攻
    - 仏教文化専攻
    - 心理専攻
    - 国際コミュニケーション専攻
    - ビジネス・社会専攻
- 人間発達学部
  - 子ども発達学科
  - 発達栄養学科

## 大学院
- 音楽研究科
  - 音楽専攻（修士課程）
    - 声楽領域
    - 鍵盤領域（ピアノ）
    - 器楽領域
      - 管楽器クラス（フルート／オーボエ／クラリネット／サクソフォン／ファゴット／ホルン／トランペット／ユーフォニアム／チューバ）
      - 弦楽器クラス（ヴァイオリン／ヴィオラ／チェロ／コントラバス）
      - 打楽器クラス

    - 作曲領域
    - 音楽学領域

## 専攻科
- 音楽専攻科
  - 作曲専攻
    - 研究分野：作曲分野・音楽学分野・音楽療法分野

  - 声楽専攻
    - 研究分野：声楽分野

  - 器楽専攻
    - 研究分野：ピアノ分野・創作演奏分野・オルガン分野・管弦打古楽器分野

## 著名な出身者
- 石川英郎 - 声優
- 長安蘭銑 - 書家
- 斉藤雪乃 - タレント、お天気キャスター
- 杉山康人 - チューバ奏者
- 中山裕一 - ヴァイオリン奏者
- 大慈弥恵麻 - 作曲家
- 山崎真 - ピアニスト
- 宅見将典 - ミュージシャン、作曲家、編曲家
- 岸本雅美 - DJ
- 齋藤恵理 - 芸術家、華道家
- 永倉由季 - MCタレント
- 今岡淑子 - ピアニスト
- 長沼美衣奈 - エレクトーン奏者

## 著名な教員
- 秋津智承
- 片岡みどり
- 山田耕筰 - 音楽学部教授・初代学部長
- 橋元淳一郎
- 釈徹宗
- 清水信貴
- 嘉納愛子
- 今岡淑子
- 松本直祐樹
- 哲夫
- 宮崎哲弥

## 協定
国内
- 大学コンソーシアム大阪加盟の各大学

国外
- ショパン音楽大学（ポーランド）
- ミラノ音楽院（イタリア）
- ノヴァーラ・グィード・カンテッリ音楽院（イタリア）
- シューマン音楽大学（ドイツ）

## 交通
本町学舎
〒559-0033 大阪市中央区本町4丁目1-23
大阪メトロ 御堂筋線 本町駅 A階段で傘不要の専用通路
南港学舎
〒541-0053 大阪市住之江区南港中4丁目4-1
大阪メトロ 南港ポートタウン線 ポートタウン東駅 徒歩3分

## 周辺
- 南港中央公園
  - 大阪市南港中央野球場
- 南港地区公園